# Astyanax microschemos
Astyanax microschemos är en fiskart som beskrevs av Vinicius Araújo Bertaco och Lucena 2006. Astyanax microschemos ingår i släktet Astyanax och familjen Characidae. Inga underarter finns listade.